# Чемпионат СССР по боксу 1955
21-й чемпионат СССР по боксу проходил с 17 по 29 ноября 1955 года в Москве (РСФСР).

## Медалисты
| Весовая категория                   | Золото                                             | Серебро                                           | Бронза                                          |
| ----------------------------------- | -------------------------------------------------- | ------------------------------------------------- | ----------------------------------------------- |
| Наилегчайший вес (до 51 кг)         | Владимир Стольников «Трудовые резервы» (Ленинград) | Виктор Быстров «Буревестник» (Московская область) | И. Яровский «Спартак» (Киев)                    |
| Легчайший вес (до 54 кг)            | Борис Степанов «Крылья Советов» (Москва)           | Владимир Воробьёв Вооружённые силы (Москва)       | Владимир Черменёв «Спартак» (Москва)            |
| Полулёгкий вес (до 57 кг)           | Имант Энкузис «Трудовые резервы» (Рига)            | Юрий Соколов Вооружённые силы (Москва)            | Михаил Папазян «Трудовые резервы» (Ереван)      |
| Лёгкий вес (до 60 кг)               | Николай Смирнов Вооружённые силы (Москва)          | Анатолий Лагетко Вооружённые силы (Краснодар)     | Борис Голубенко Вооружённые силы (Баку)         |
| Первый полусредний вес (до 63,5 кг) | Владимир Енгибарян «Трудовые резервы» (Ереван)     | Геннадий Бояршинов «Трудовые резервы» (Москва)    | Юрий Драгушин «Спартак» (Московская область)    |
| Второй полусредний вес (до 67 кг)   | Юрий Громов «Спартак» (Москва)                     | Эдуард Борисов «Спартак» (Московская область)     | Виктор Меднов «Трудовые резервы» (Москва)       |
| Первый средний вес (до 71 кг)       | Виктор Васин «Строитель» (Ленинград)               | Гиви Дарбаисели «Пищевик» (Тбилиси)               | А. Кочуевский «Урожай» (Москва)                 |
| Второй средний вес (до 75 кг)       | Геннадий Шатков «Буревестник» (Ленинград)          | Борис Назаренко «Спартак» (Ленинград)             | Виктор Лукьянов «Крылья Советов» (Москва)       |
| Полутяжёлый вес (до 81 кг)          | Виталий Беляев Вооружённые силы (Свердловск)       | Юрий Егоров «Трудовые резервы» (Москва)           | Ромуальдас Мураускас Вооружённые силы (Вильнюс) |
| Тяжёлый вес (свыше 81 кг)           | Ричард Юшкенас Вооружённые силы (Вильнюс)          | Лев Мухин «Спартак» (Ростов-на-Дону)              | А. Лиепиньш «Даугава» (Рига)                    |